# National Basketball League 1
La National Basketball League 1, conosciuta anche con la sigla di NBL1 è una lega semi-professionistica di pallacanestro in Australia gestita dalla National Basketball League (NBL). La lega è composta da cinque Conference: NBL1 South, NBL1 North, NBL1 Central, NBL1 West e NBL1 East, ciascuna delle quali comprende sia competizioni maschili che femminili. 
Ogni conference è gestita dal rispettivo organismo statale, e la lega include 72 club provenienti da tutti gli stati e territori dell'Australia.
Nel 2019, anno della nascita della lega, la NBL1 era una lega unica, composta da una sola conference. Quella conference sarebbe poi diventata la South Conference nel 2020, dopo che l’inclusione della Queensland Basketball League (QBL) e della South Australian Premier League portò alla nascita delle nuove conference North e Central. La lega crebbe ulteriormente a quattro conference nel 2021 con l’ingresso della ex WA State Basketball League (SBL) e infine a cinque conference nel 2022 con l’inclusione della ex NSW Waratah League.

## Storia
Nell’ottobre 2018, in seguito alla scomparsa della South East Australian Basketball League (SEABL), una lega strettamente legata all’Australian Basketball Association (ABA) che annoverava squadre provenienti da Victoria, Nuovo Galles del Sud, Queensland, Tasmania, Australia Meridionale e Territorio della Capitale Australiana, Basketball Victoria, entra che si occupa dell'organizzazione della suddetta lega, annunciò la creazione di una nuova lega élite senior per raccoglierne l’eredità come principale campionato semi-professionistico di pallacanestro in Australia. Tutte le squadre della SEABL con sede nello stato di Victoria entrarono nella nuova lega, insieme agli Eltham Wildcats, ai Knox Raiders, ai Ringwood Hawks e ai Waverley Falcons, provenienti dal campionato Big V (lega semi-professionista dello Stato di Victoria). Anche i North-West Tasmania Thunder (maschile) e le Launceston Tornadoes (femminile) decisero di partecipazione alla nuova lega, così come le squadre del Centre of Excellence di Basketball Australia. Nel febbraio 2019, la lega venne ufficialmente denominata NBL1, a seguito della partnership tra Basketball Victoria e la National Basketball League (NBL).
Dopo una prima stagione nel 2019, la NBL ampliò il progetto della NBL1 nel 2020, trasformando la lega e le squadre gestite da Basketball Victoria, nella NBL 1 South e stringendo accordi sia con la federazione di Basketball Queensland e di Basketball South Australia per trasformare la Queensland Basketball League (QBL) e la South Australian Premier League in due nuove Conference, rispettivamente denominate NBL 1 North e NBL 1 Central. Tuttavia, a causa della pandemia di COVID-19, la stagione 2020 fu cancellata.

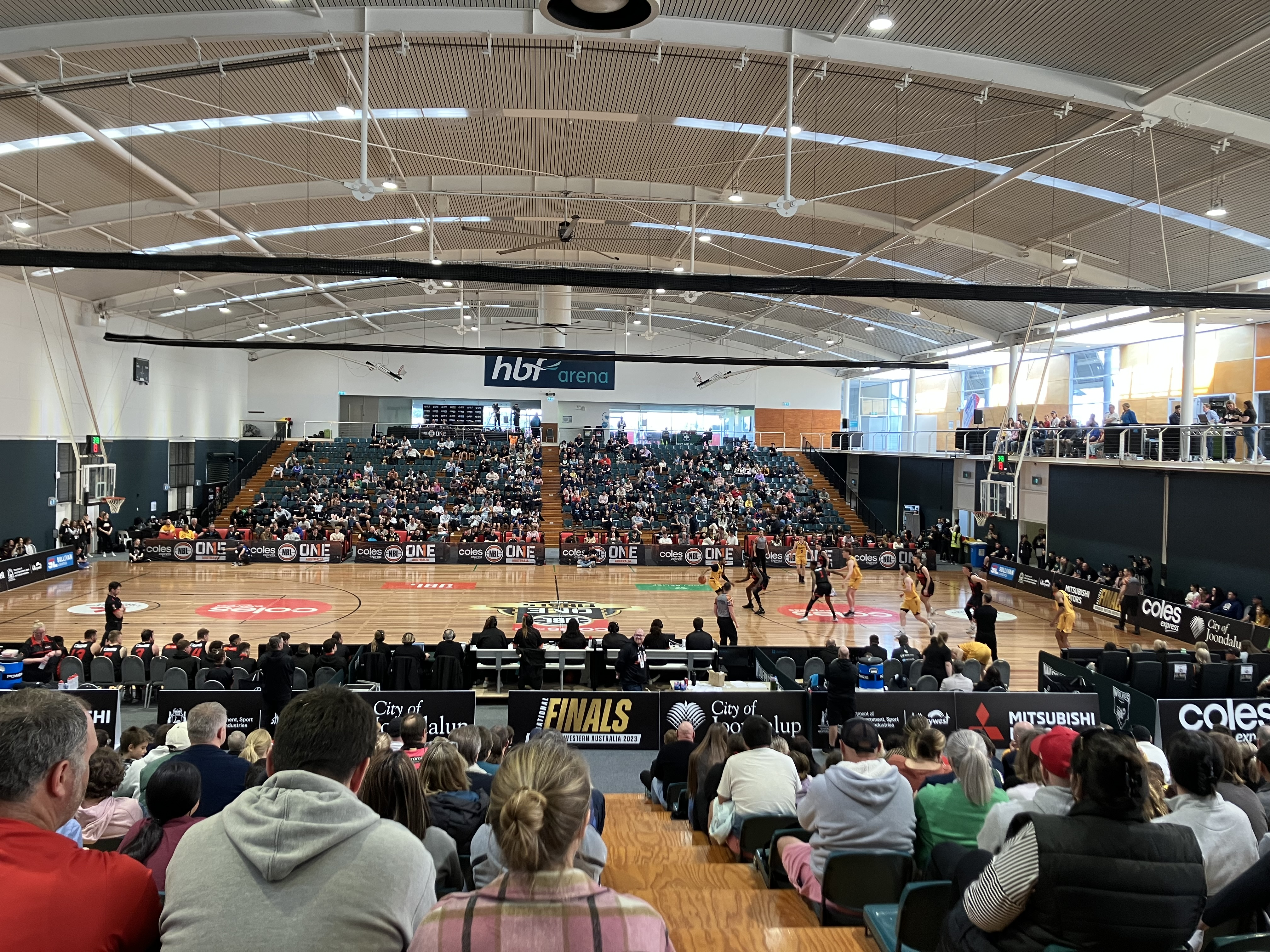
Una partita durante le NBL1 National Finals 2023 alla HBF Arena 04.

Nel 2021, la lega si espanse ulteriormente a quattro conference, grazie alla partnership con Basketball Western Australia, che portò l’ex State Basketball League (SBL) a diventare la nuova NBL 1 West Conference. Nello stesso anno era previsto il debutto delle NBL1 National Finals, un torneo che avrebbe dovuto riunire i campioni delle quattro conference per stabilire il campione nazionale della lega. L’evento, tuttavia, fu cancellato a causa della pandemia e, successivamente, la South Conference fu costretta ad annullare le ultime settimane della stagione a causa delle complicazioni legate al COVID-19.
Nel 2022, la lega raggiunse il numero attuale di cinque Conference, in seguito alla partnership con Basketball New South Wales, che trasformò la Waratah League nella nuova NBL 1 East. Inoltre, nello stesso anno si registrò l’ingresso dei Darwin Salties, club del Territorio del Nord, che andarono a far parte della North Conference: questo rese la NBL1 la prima lega sportiva australiana con squadre basate e attive in ogni stato e territorio del Paese. Nel 2022 si svolsero per la prima volta le NBL1 National Finals.

## Conference

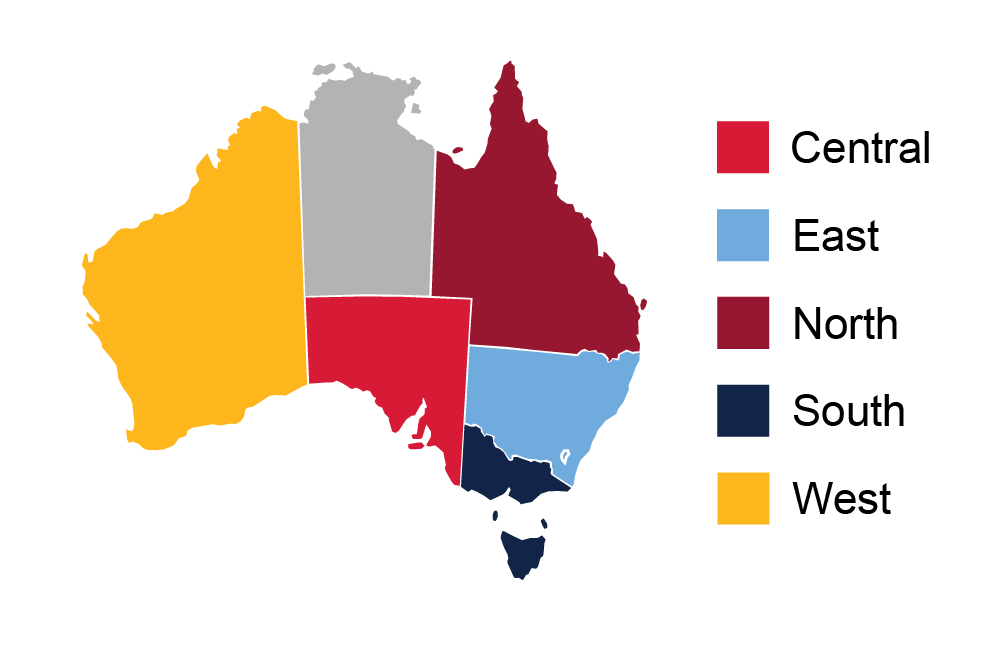
Mappa delle Conference della NBL1.

### South Conference
Fondata nel 2019, la South Conference fu l’unica conference della NBL1 durante la stagione inaugurale e comprendeva principalmente squadre provenienti dalla ormai defunta South East Australian Basketball League (SEABL). Attualmente la South Conference conta 20 club, distribuiti tra Victoria, Tasmania e Australia Meridionale.

### North Conference
Nel 2020, la North Conference entrò a far parte della lega, diventando la seconda conference a essere introdotta, in seguito alla fusione della NBL1 con la precedente Queensland Basketball League (QBL). La North Conference è attualmente composta da 12 club, tutti con sede nel Queensland.
I Darwin Salties, provenienti dal Territorio del Nord, hanno fatto parte della North Conference per tre stagioni prima di ritirarsi al termine della stagione 2024.

### Central Conference
Nel 2020, anche la Central Conference entrò a far parte della lega, diventando la terza conference, a seguito della fusione con la precedente South Australian Premier League. La Central Conference è attualmente composta da 10 club, tutti con sede nell’Australia Meridionale.

### West Conference
Nel 2021, la West Conference entrò a far parte della lega, diventando la quarta conference, in seguito alla fusione con la precedente Western Australian State Basketball League (SBL). La West Conference conta attualmente 14 club, tutti situati nell’Australia Occidentale.

### East Conference
Nel 2022, la East Conference venne introdotta, diventando la quinta conference della lega, a seguito della fusione con la precedente New South Wales Waratah League. La East Conference è attualmente composta da 16 club, di cui 14 con sede nel Nuovo Galles del Sud e due nel Territorio della Capitale Australiana.

## Squadre attuali
Distribuiti nelle cinque conference, un totale di 71 club partecipano alla lega nell'edizione 2025:
- South Conference: 19 club (comprende 19 squadre femminili e 19 maschili)
- North Conference: 12 club
- Central Conference: 10 club
- West Conference: 14 club
- East Conference: 16 club

| Squadra                 | Città        | Stato                 |
| ----------------------- | ------------ | --------------------- |
| Forestville Eagles      | Adelaide     | Australia Meridionale |
| Central Districts Lions | Adelaide     | Australia Meridionale |
| Woodville Warriors      | Adelaide     | Australia Meridionale |
| S. Adelaide Panthers    | Adelaide     | Australia Meridionale |
| W. Adelaide Bearc.s     | Adelaide     | Australia Meridionale |
| Sturt Sabres            | Adelaide     | Australia Meridionale |
| Eastern Mavericks       | Mount Barker | Australia Meridionale |
| Southern Tigers         | Adelaide     | Australia Meridionale |
| N. Adelaide Rockets     | Adelaide     | Australia Meridionale |
| Norwood Flames          | Adelaide     | Australia Meridionale |

| Squadra                    | Città               | Stato                                 |
| -------------------------- | ------------------- | ------------------------------------- |
| Illawarra Hawks Res.       | Wollongong          | Nuovo Galles del Sud                  |
| Canberra Gunners           | Canberra            | Territorio della Capitale Australiana |
| BA Centre of Excellence    | Canberra            | Territorio della Capitale Australiana |
| Sydney Comets              | Sydney              | Nuovo Galles del Sud                  |
| Bankstown Bruins           | Bankstown           | Nuovo Galles del Sud                  |
| Norths Bears               | Sydney              | Nuovo Galles del Sud                  |
| Manly Warringah Sea Eagles | Sydney              | Nuovo Galles del Sud                  |
| Sutherland Sharks          | Sutherland          | Nuovo Galles del Sud                  |
| Newcastle Falcons          | Newcastle           | Nuovo Galles del Sud                  |
| Central Coast Crusaders    | Central Coast       | Nuovo Galles del Sud                  |
| Hills Hornets              | Castle Hill         | Nuovo Galles del Sud                  |
| Maitland Mustangs          | Maitland            | Nuovo Galles del Sud                  |
| Inner West Bulls           | Sydney              | Nuovo Galles del Sud                  |
| Hornsby Spiders            | Hornsby Ku-ring-gai | Nuovo Galles del Sud                  |
| Albury W. Bandits          | Albury/Wodonga      | Nuovo Galles del Sud / Victoria       |
| Penrith Panthers           | Penrith             | Nuovo Galles del Sud                  |

| Squadra                | Città          | Stato      |
| ---------------------- | -------------- | ---------- |
| Gold Coast Rollers     | Gold Coast     | Queensland |
| Brisbane Capitals      | Brisbane       | Queensland |
| Sunshine Coast Phoenix | Sunshine Coast | Queensland |
| Southern D. Spartans   | Brisbane       | Queensland |
| Mackay Meteors         | Mackay         | Queensland |
| Rockhampton Rock.s     | Rockhampton    | Queensland |
| Ipswich Force          | Ipswich        | Queensland |
| SW Metro Pirates       | Brisbane       | Queensland |
| Northside Wizards      | Brisbane       | Queensland |
| Townsville Heat        | Townsville     | Queensland |
| Logan Thunder          | Logan          | Queensland |
| Cairns Marlins         | Cairns         | Queensland |

| Squadra             | Città         | Stato                 |
| ------------------- | ------------- | --------------------- |
| Knox Raiders        | Melbourne     | Victoria              |
| Mt Gambier Pioneers | Mount Gambier | Australia Meridionale |
| Melbourne Tigers    | Melbourne     | Victoria              |
| Sandringham Sabres  | Melbourne     | Victoria              |
| Eltham Wildcats     | Melbourne     | Victoria              |
| Ballarat Miners     | Ballarat      | Victoria              |
| Kilsyth Cobras      | Melbourne     | Victoria              |
| Hobart Chargers     | Hobart        | Tasmania              |
| Ringwood Hawks      | Melbourne     | Victoria              |
| Casey Cavaliers     | Melbourne     | Victoria              |
| Nunaw. Spectres     | Melbourne     | Victoria              |
| Frankston Blues     | Melbourne     | Victoria              |
| Waverley Falcons    | Melbourne     | Victoria              |
| Bendigo Braves      | Bendigo       | Victoria              |
| Danden. Rangers     | Melbourne     | Victoria              |
| Keilor Thunder      | Melbourne     | Victoria              |
| Geelong United      | Geelong       | Victoria              |
| Diamond V. Eagles   | Melbourne     | Victoria              |
| NW Tasmania Th.der  | Devonport     | Tasmania              |

| Squadra            | Città      | Stato                 |
| ------------------ | ---------- | --------------------- |
| Rockingham Flames  | Rockingham | Australia Occidentale |
| Geraldton Buccan.s | Geraldton  | Australia Occidentale |
| Warwick Senators   | Perth      | Australia Occidentale |
| Willetton Tigers   | Perth      | Australia Occidentale |
| Joondalup Wolves   | Perth      | Australia Occidentale |
| Goldfields Giants  | Kalgoorlie | Australia Occidentale |
| Mandurah Magic     | Mandurah   | Australia Occidentale |
| East Perth Eagles  | Perth      | Australia Occidentale |
| Kalamunda E. Suns  | Perth      | Australia Occidentale |
| Lakeside Lightning | Perth      | Australia Occidentale |
| Perry Lakes Hawks  | Perth      | Australia Occidentale |
| Cockburn Cougars   | Perth      | Australia Occidentale |
| Perth Redbacks     | Perth      | Australia Occidentale |
| South W. Slammers  | Bunbury    | Australia Occidentale |

## Albo d'oroNBL1 Grand Final

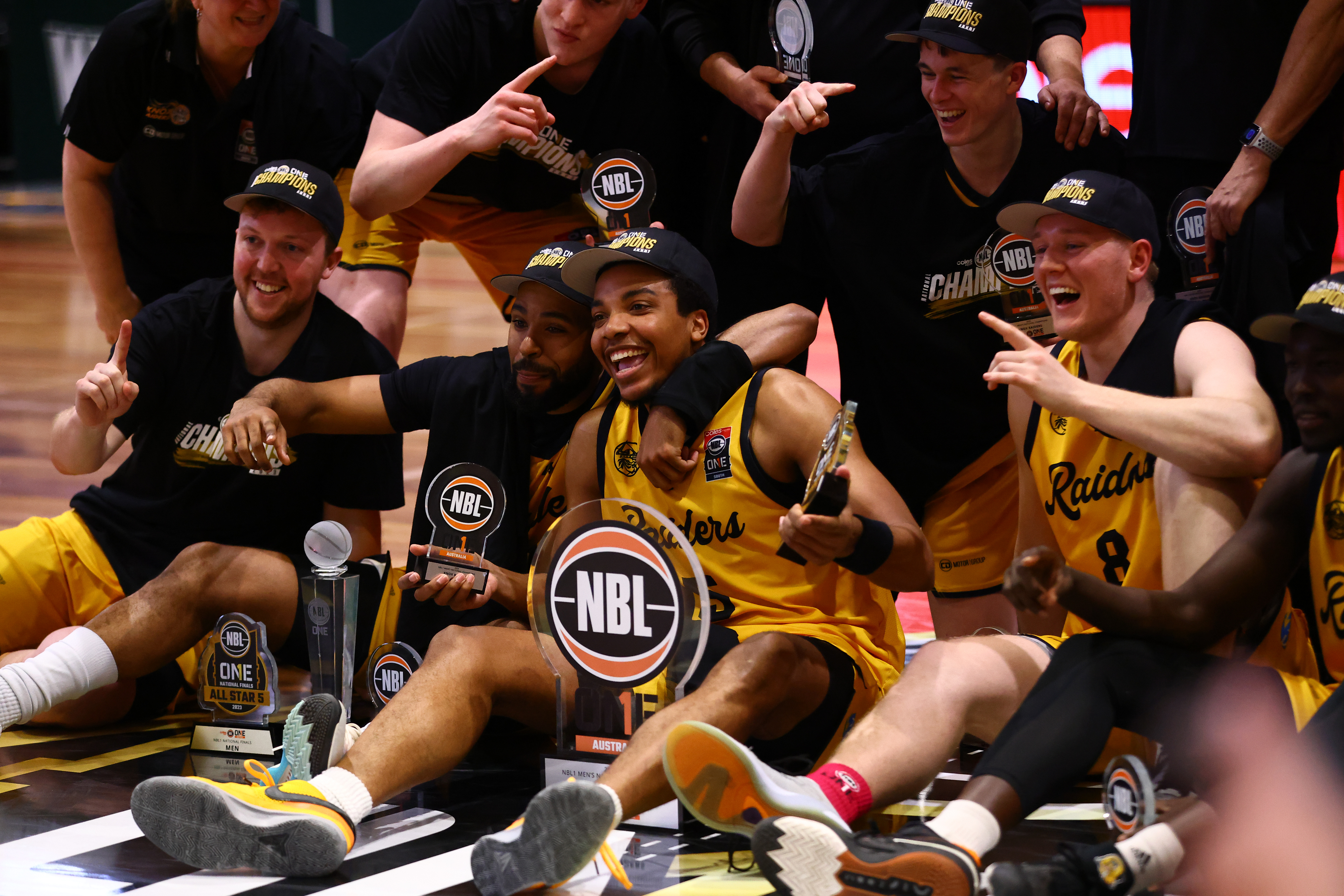
I Knox Raiders mentre celebrano la vittoria del titolo nazionale 2023.

| Edizione | Campione                 | Risultato | Finalista                | Note   |
| -------- | ------------------------ | --------- | ------------------------ | ------ |
| 2022     | Rockingham Flames (West) | 85–74     | Frankston Blues (South)  | [ 18 ] |
| 2023     | Knox Raiders (South)     | 90–85     | Rockingham Flames (West) | [ 19 ] |
| 2024     | Knox Raiders (South)     | 87–84     | Mackay Meteors (North)   | [ 20 ] |

#### Titoli per squadra
| Squadra           | Titoli | Finali | Totale | Edi. Vinte | Edi. Finali |
| ----------------- | ------ | ------ | ------ | ---------- | ----------- |
| Knox Raiders      | 2      | 0      | 2      | 2023, 2024 |             |
| Rockingham Flames | 1      | 1      | 2      | 2022       | 2023        |
| Frankston Blues   | 0      | 1      | 1      |            | 2022        |
| Mackay Meteors    | 0      | 1      | 1      |            | 2024        |

#### Titoli perConference
| Conference | Titoli | Finali | Totale | Edi. Vinte | Edi. Finali |
| ---------- | ------ | ------ | ------ | ---------- | ----------- |
| South      | 2      | 1      | 3      | 2023, 2024 | 2022        |
| West       | 1      | 1      | 2      | 2022       | 2023        |
| North      | 0      | 1      | 1      |            | 2024        |
| Central    | 0      | 0      | 0      |            |             |
| East       | 0      | 0      | 0      |            |             |